# Уршка Жолнір
Уршка Жолнір  (словен. Urška Žolnir, 9 жовтня 1981) — словенська дзюдоїстка, олімпійська чемпіонка та медалістка.

## Виступи на Олімпіадах
| Олімпіада   | Дисципліна                    | Місце |
| ----------- | ----------------------------- | ----- |
| Афіни 2004  | дзюдо, напівсередня категорія | 3T    |
| Пекін 2008  | дзюдо, напівсередня категорія | 7T    |
| Лондон 2012 | дзюдо, напівсередня категорія | 1     |